# APÓ Ellínon Lefkoszíasz
Az APÓEL (görögül: Αθλητικός Ποδοσφαιρικός Όμιλος Ελλήνων Λευκωσίας, magyar átírásban: Athlitikósz Podoszferikósz Ómilosz Ellínon Lefkoszíasz, közelítő magyar fordításban: Nicosiai Görögök Atlétikai Labdarúgóklubja, nemzetközi nevén: APOEL FC) egy ciprusi labdarúgócsapat Nicosiából.
Ciprus legnépszerűbb és legsikeresebb labdarúgócsapata, eddig 28 alkalommal nyerte meg a ciprusi labdarúgó-bajnokságot, 21 alkalommal hódította el a ciprusi labdarúgókupát és 13 alkalommal diadalmaskodott a ciprusi labdarúgó-szuperkupában.
2009-ben és 2011-ben, és 2014-ben bejutott a Bajnokok Ligája csoportkörébe. 2011-ben továbbjutott a legjobb 16 közé, majd 2012 márciusában a Lyon-t büntetőkkel legyőzve a legjobb nyolc közé is, a BL történetében első ciprusi csapatként. 2019-ben a Bajnokok ligájában egészen a play-off fordulóig eljutott, de ott az Ajax elleni vereség után átkerült az Európa Liga csoportkörébe.

## Sikerei
- Ciprusi bajnok:

29 alkalommal (1936, 1937, 1938, 1939, 1940, 1947, 1948, 1949, 1952, 1965, 1973, 1980, 1986, 1990, 1992, 1996, 2002, 2004, 2007, 2009, 2011, 2013, 2014, 2015, 2016, 2017, 2018, 2019, 2024)
- Ciprusi labdarúgókupa-győztes:

21 alkalommal (1937, 1941, 1947, 1951, 1963, 1968, 1969, 1973, 1976, 1978, 1979, 1984, 1993, 1995, 1996, 1997, 1999, 2006, 2008, 2014, 2015)
- Ciprusi labdarúgó-szuperkupa-győztes:

13 alkalommal (1963, 1984, 1986, 1992, 1993, 1996, 1997, 2002, 2004, 2008, 2011, 2013)
- Bajnokok ligájába jutott:

4 alkalommal (2009, 2011, 2014, 2017)

## Keret

### Jelenlegi keret
2018. szeptember 10-i állapotnak megfelelően.
| #  |     | Poszt | Név                                   |
| -- | --- | ----- | ------------------------------------- |
| 1  | VEN | K     | Rafael Romo                           |
| 2  | EQG | V     | Emilio Nsue                           |
| 3  | BRA | V     | Caju (kölcsönben a Santos csapatától) |
| 4  | CYP | KP    | Kosztákisz Artimatász                 |
| 5  | SPA | V     | Jesús Rueda                           |
| 6  | GRE | KP    | Szávasz Géndszoglu                    |
| 7  | CYP | KP    | Jeórjiosz Efrém                       |
| 8  | BRA | KP    | Lucas Souza                           |
| 9  | IRN | CS    | Rezá Gucsannezsád                     |
| 11 | CYP | V     | Nektáriosz Alexándru ()               |
| 13 | JOR | KP    | Músza Al-Taamari                      |
| 17 | NOR | KP    | Ghayas Zahid                          |
| 19 | ARG | KP    | Tomas De Vincenti                     |
| 20 | CYP | KP    | Aléxandrosz Konsztandínu              |
| 21 | BUL | V     | Zsivko Milanov                        |

| #  |     | Poszt | Név                                                 |
| -- | --- | ----- | --------------------------------------------------- |
| 22 | CYP | KP    | Minász Andoníu                                      |
| 23 | ARG | KP    | Juan Cascini (kölcsönben az Estudiantes csapatától) |
| 26 | POR | KP    | Nuno Morais                                         |
| 27 | CYP | CS    | Andréasz Kacandónisz                                |
| 29 | GRE | V     | Praxitélisz Vúrosz                                  |
| 30 | CYP | V     | Jórgosz Merkísz                                     |
| 37 | BRA | CS    | Léo Natel (kölcsönben a São Paulo csapatától)       |
| 44 | CYP | V     | Nikólasz Joánu                                      |
| 46 | CYP | KP    | Efsztáthiosz Alonéftisz                             |
| 49 | BRA | CS    | Dellatorre                                          |
| 50 | BRA | V     | Carlão (kölcsönben a Torino csapatától)             |
| 77 | HUN | CS    | Balogh Norbert (kölcsönben a Palermo csapatától)    |
| 95 | CYP | K     | Dimítriosz Priniotáki                               |
| 99 | NED | K     | Boy Waterman                                        |

### Kölcsönben
| # |     | Poszt | Név                                        |
| - | --- | ----- | ------------------------------------------ |
| – | CYP | CS    | Mihálisz Haralámbusz (a Varzim csapatánál) |

### A klub egykori magyar labdarúgói
- Sztipánovics Barnabás
- Kozma István
- Kovács Kálmán
- Kiprich József
- Sallai Roland
- Balogh Norbert

## Külső hivatkozások
- Az APÓEL hivatalos honlapja (görögül)